# Antenor (beeldhouwer)

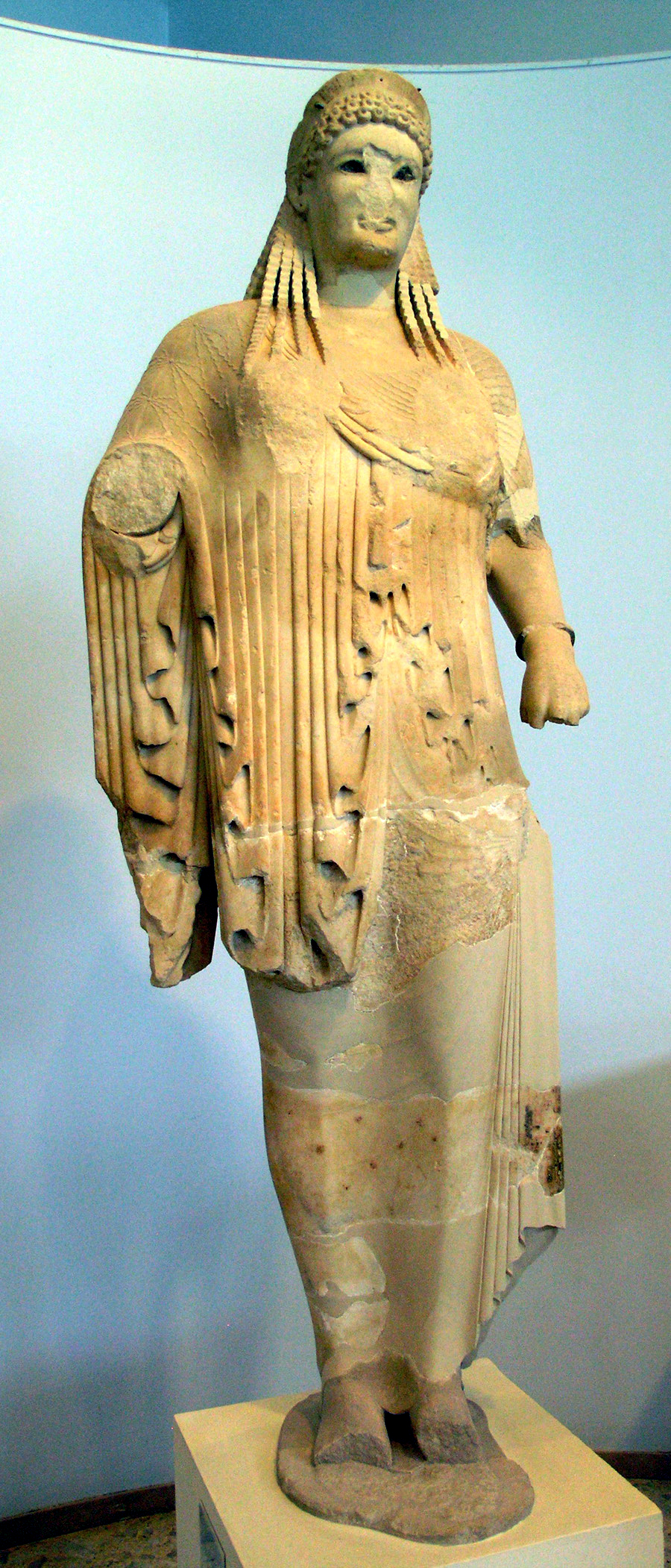
Kore van Antenor (530-520 v.Chr.), Athene, Akropolis museum, no. 681

Antenor, zoon van Eumares, was een Attisch beeldhouwer uit het eind van de 6e eeuw v.Chr.
Hij maakte de bronzen beelden van  Harmodius en Aristogiton, die na de val der Pisistratiden in 510 v.Chr. werden opgericht en door de Perzen in 480 v.Chr. als buit meegenomen, maar door Alexander de Grote of een van de diadochen naar Athene teruggezonden werden.
Men heeft van hem op de Akropolis twee signaturen gevonden, waarvan er één behoort bij een fraai vormgegeven korè. Aan hem wordt ook het beeldhouwwerk van de gevelvelden van de zogenaamde Alcmaeoniden-tempel te Delphi toegeschreven.
- Gemeinsame Normdatei: 11901324X
- Union List of Artist Names: 500061836
- Virtual International Authority File: 96100534